# The Holmes Brothers
Die Holmes Brothers waren eine US-amerikanische Band, die in ihrer Musik Blues, Gospel, Soul, R&B, Rock and Roll und Country mischte.

## Biographische Daten
Die Band bestand aus den Brüdern Sherman (* 29. September 1939 in Plainfield, New Jersey) und Wendell (* 19. Dezember 1943 in Plainfield, New Jersey; † 19. Juni 2015) Holmes und Popsy Dixon (* 26. Juli 1942 in Norfolk, Virginia; † 9. Januar 2015). Das musikalische Interesse der Brüder wurde von ihren Eltern geweckt, die sie mit Gospel, aber auch mit dem Blues von Jimmy Reed, Junior Parker und B. B. King vertraut machten. Sherman lernte Klarinette und Klavier, bevor er mit dem Bass begann, Wendell lernte Trompete und Gitarre. Musikalische Erfahrungen sammelten die Brüder in einer Band, die oft Blues- und Soulacts begleitete. 1979 gründeten die Brüder "The Holmes Brothers", gemeinsam mit dem Schlagzeuger Popsy Dixon.
Diese Drei bildeten das Herz der Band, für Tourneen verstärken sie sich gelegentlich mit anderen Musikern. Ihr dreistimmiger Harmoniegesang entzückte immer wieder ihre Fans. Wendells rauer Gesang mit Dixons  Falsett und Shermans Bariton brachten den Geist der Gospelmusik in jedes Lied, das sie spielten.
Obwohl sie schon jahrelang zusammen in Harlem auftraten, wurden sie erst in den späten 1980er-Jahren bekannt. 1992 unterzeichneten sie bei Peter Gabriels Real World Records als erste amerikanische Gruppe des bekannten World Music Labels. Von da an ging es mit ihrer Karriere steil bergauf, so traten sie mit Bob Dylan, Van Morrison, Bruce Springsteen, Patti Smith, Willie Nelson, Lou Reed, Peter Gabriel, Merle Haggard, Keith Richards, Al Green, Ben Harper, Lucinda Williams, Steve Earle, Levon Helm, Rosanne Cash, Odetta und anderen auf bzw. nahmen mit ihnen Alben auf. 1996 traten sie im Film Lotto Land auf, für den sie auch den Soundtrack schrieben. Zwischen 2007 und der Veröffentlichung ihres letzten Albums kämpfte Wendell Holmes mit Krebs, den er aber besiegte.
Sie wirkten als Musiker an den Aufnahmen des Weltmusik-Kompilations-Albums mit dem Namen Big Blue Ball von Peter Gabriel und Karl Wallinger mit, das in den Sommern der Jahre 1991, 1992 und 1995 in den Real World Studios aufgenommen wurde und 2008 erschien.
Am 9. Januar 2015 erlag Schlagzeuger Popsy Dixon im Alter von 72 Jahren einer Krebserkrankung. Am 19. Juni verstarb Wendell Holmes an einer Lungenkrankheit.

## Bilder

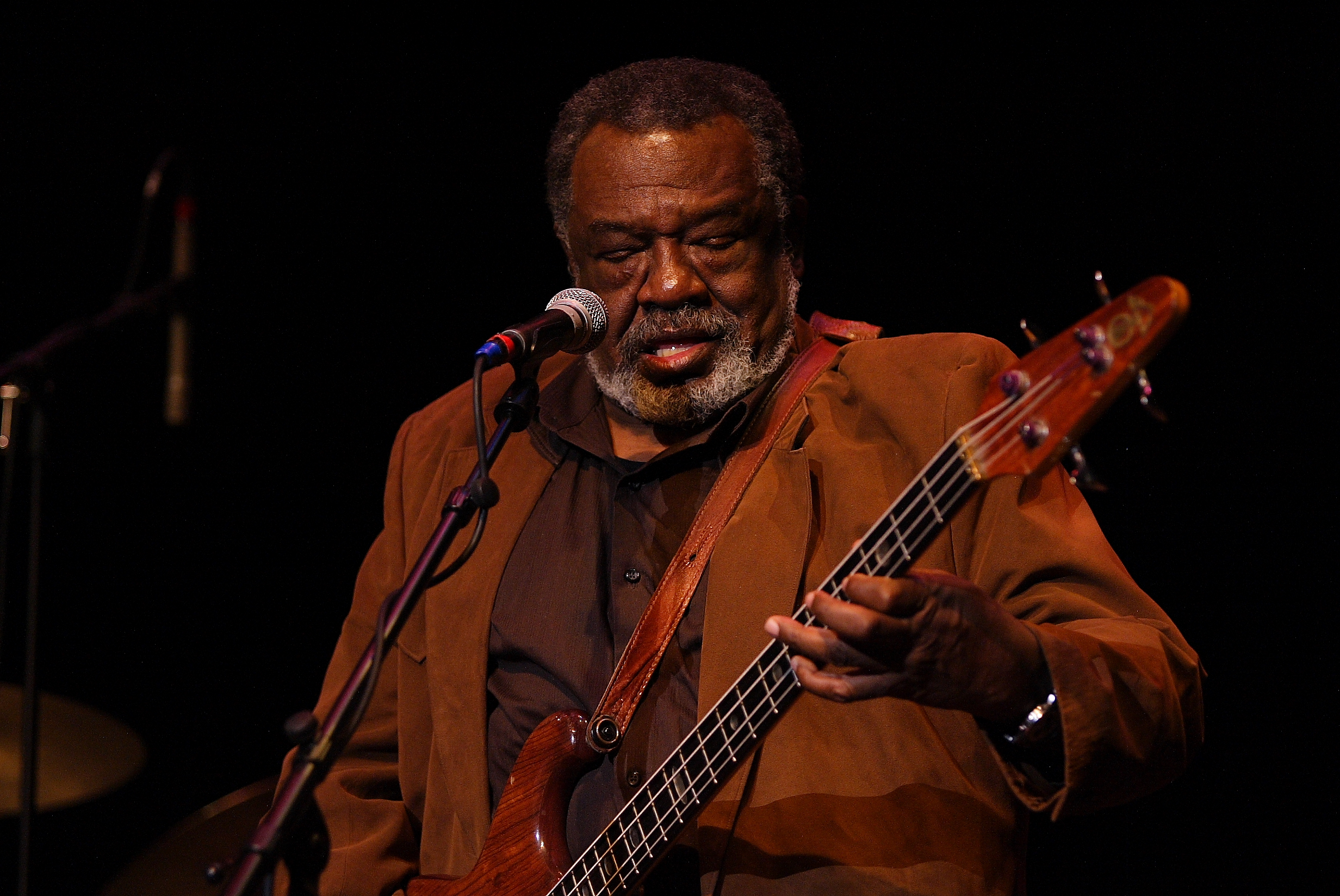
Sherman Holmes
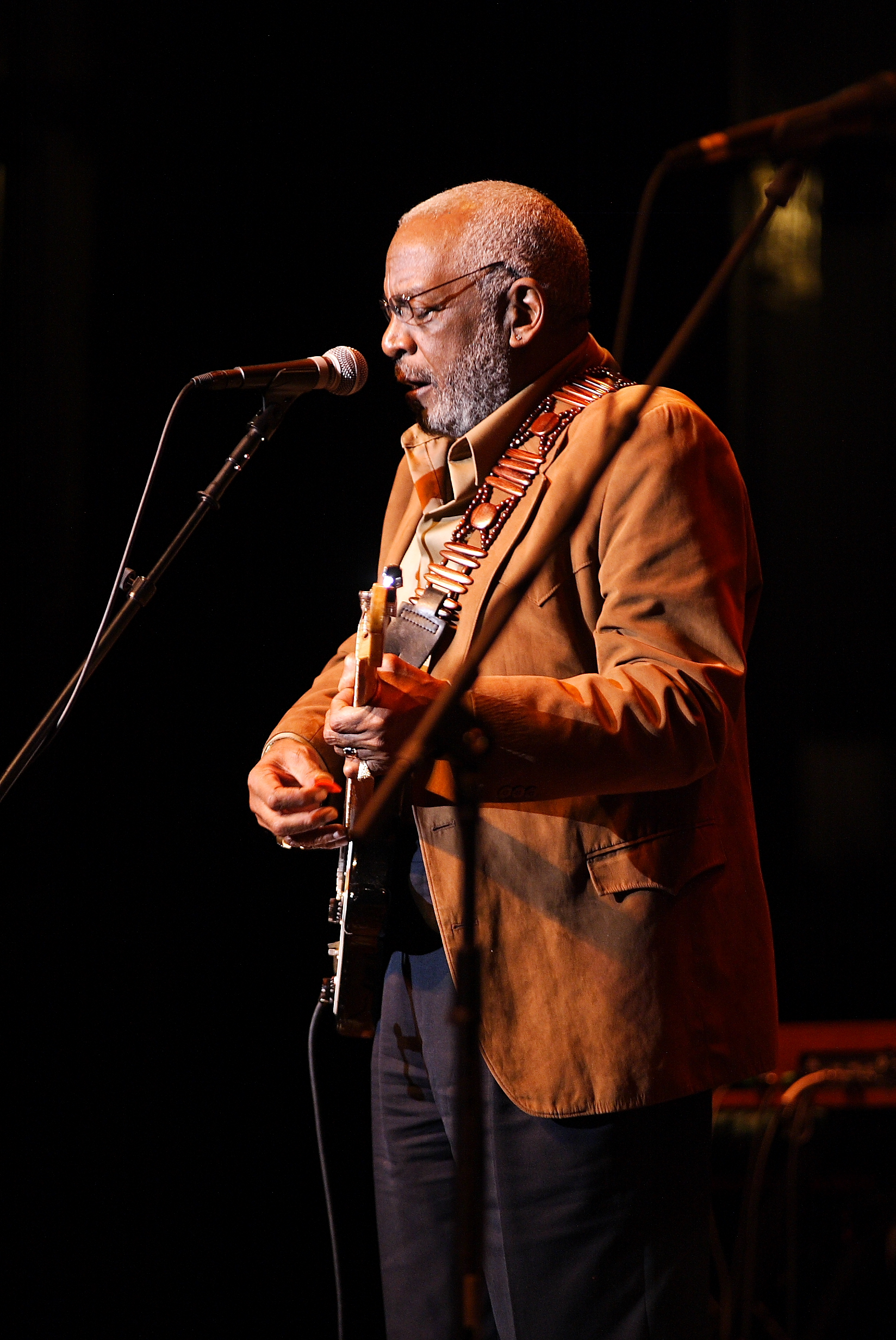
Wendell Holmes
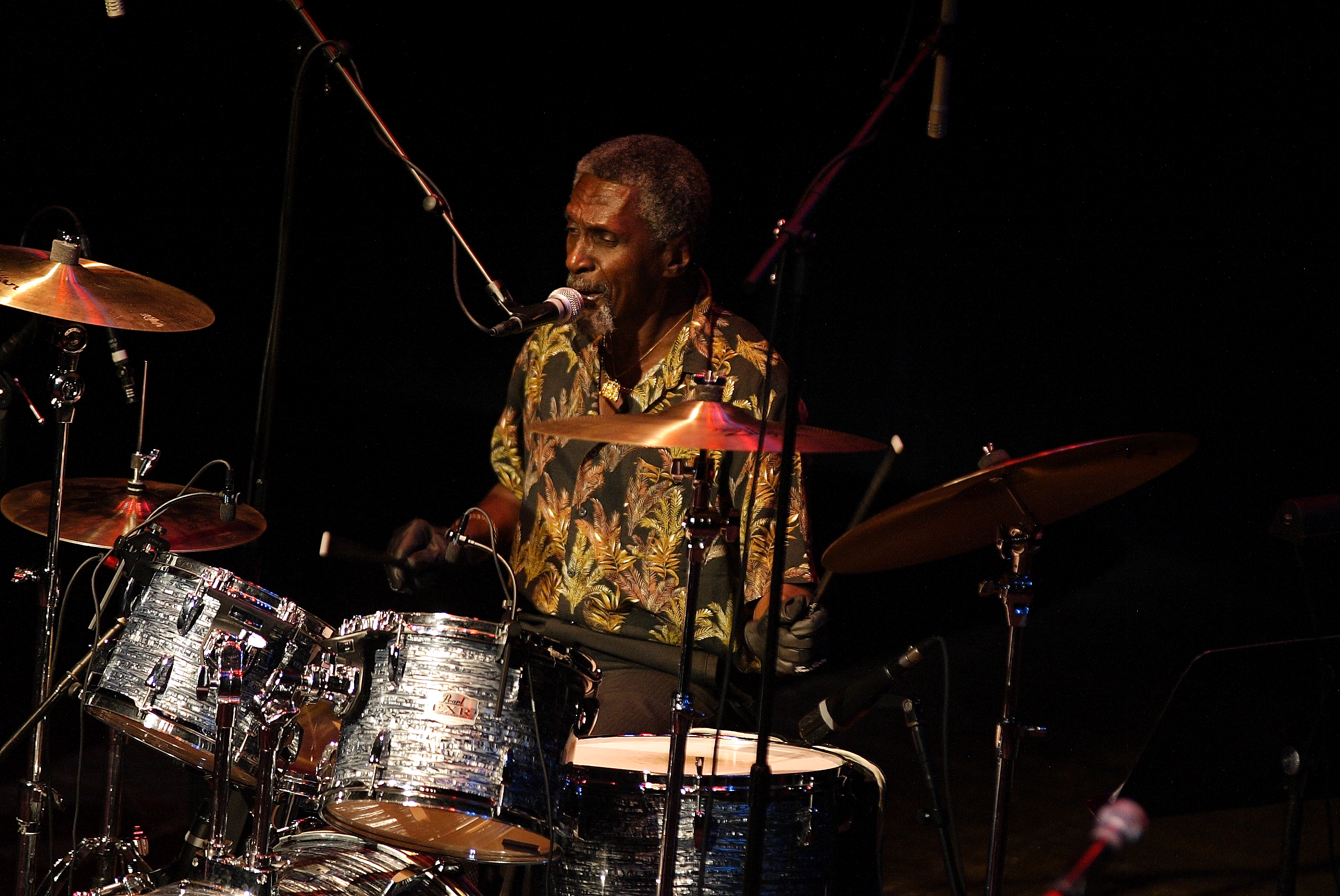
Popsy Dixon

## Auszeichnungen
- State Of Grace  Blues Music Award als Soul Blues Album Of The Year.
- Blues Music Award Band Of The Year 2005.

## Diskographie
- 2010 Feed My Soul (Alligator)
- 2007 State Of Grace (Alligator)
- 2004 Simple Truths (Alligator)
- 2002 Righteous – The Essential Collection (Rounder)
- 2001 Speaking In Tongues (Alligator)
- 1996 Promised Land (Rounder)
- 1996 Lotto Land (Stony Plain)
- 1993 Soul Street (Rounder)
- 1992 Jubilation (Real World)
- 1991 Where It’s At (Rounder)
- 1990 In The Spirit (Rounder)